# تردد فراغي

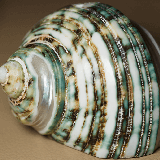

تردد فراغي أو التردد الموضعي (بالإنجليزية: Spatial frequency)‏ في الرياضيات والفيزياء وفي هندسة الكهرباء يعبر التردد الموضعي عن أي تغير قيمة دوريا تنتشر في الفضاء . والتردد الموضعي هو ببساطة التردد أو عدد التكرارت التي تمارسها قيمة أو متذبذب (مثل البندول) في وحدة المسافة. وأحيانا يكون التردد الفراغي عدد الدورات /متر . وفي تطبيقات التصوير يُقاس التردد الفراغي غالبا كعدد الخطوط/ميليمتر .

## الصيغة الرياضية
العلاقة بين الردد الفراغي {\displaystyle \nu \ } وطول الموجة {\displaystyle \lambda \ } يعبر عنها كالآتي:
{\displaystyle \nu \ =\ {1 \over \lambda }}
وبالمثل ، العدد الموجي k يعتمد على التردد الفراغي {\displaystyle \nu \ } وطول الموجة {\displaystyle \lambda \ } طبقا للعلاقة:
{\displaystyle k\ =\ 2\pi \nu \ =\ {2\pi  \over \lambda }}

## اقرأ أيضا
- العدد الموجي
- طور موجة
- الضوء
- تداخل
- تذبذب